# 圣弗雷迪亚诺圣殿

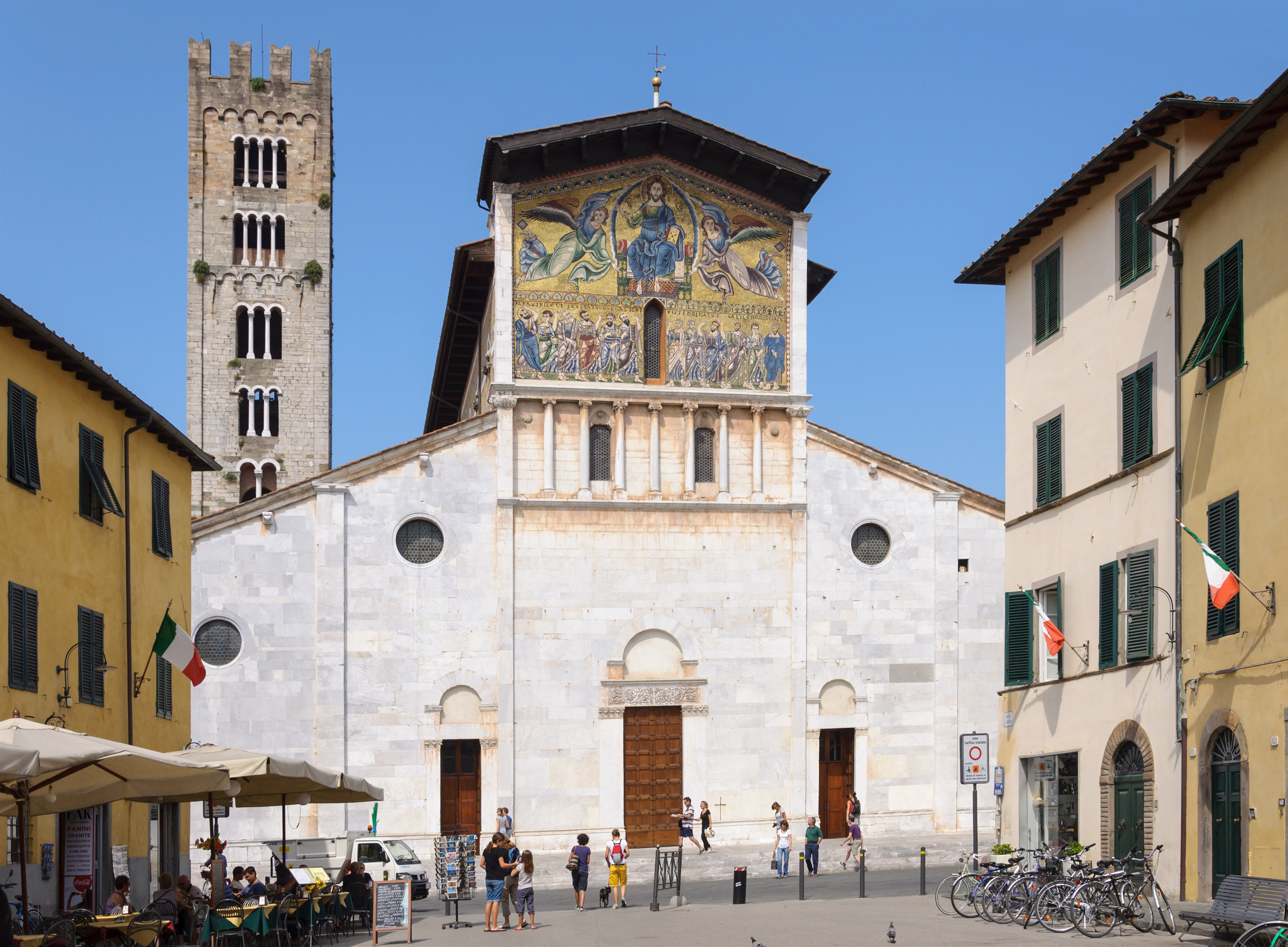
圣弗雷迪亚诺圣殿

弗雷迪亚诺圣殿（Basilica di San Frediano）是意大利卢卡的一座罗曼式教堂，位于圣弗雷迪亚诺广场（Piazza San Frediano）。
弗雷迪亚诺是6世纪上半叶的卢卡主教，爱尔兰人，他在此地点兴建一座教堂，供奉西班牙萨拉戈萨的殉教者圣文生。当弗雷迪亚诺被埋葬在这座教堂，教堂改名为圣弗雷迪亚诺和圣文生教堂。不久，在教堂周围集中一群奥斯定会修士。1104年，教宗帕斯卡二世承认这个修会。 